# Jane Savigny
Jane Savigny, née le 2 janvier 1912 à Moudon et morte le 19 novembre 2001, est une comédienne suisse, active sur la scène, à la télévision et à la radio.

## Biographie
Après des études de chant classique au conservatoire de Lausanne et au Neueswiener Konservatorium, elle débute au Théâtre municipal de Lausanne en 1933.
À la Radio suisse romande, elle acquiert la célébrité en formant un duo avec Jack Rollan, durant l’après-guerre, dans l’émission Jane et Jack.
À la Télévision suisse romande, elle figure parmi les pionnières, participant aux premières dramatiques diffusées en direct dès 1951.

## Théâtre
- 1968 : Chacun sa vérité de Luigi Pirandello, mise en scène Jean Meyer, Théâtre des Célestins
- 1990 : La Dame de chez Maxim de Georges Feydeau, mise en scène Alain Françon, Théâtre du Huitième Lyon
- 2000 : Juste la fin du monde de Jean-Luc Lagarce, mise en scène Joël Jouanneau, Théâtre national de la Colline